# Philippe Hirschhorn
Pour les articles homonymes, voir Hirschhorn.
Philippe Hirschhorn est un violoniste letton né à Riga le 11 juin 1946 et mort à Bruxelles le 26 novembre 1996.

## Biographie
Après avoir étudié le violon à Riga et à Leningrad, Philippe Hirschhorn remporte, en 1965, le deuxième prix du Concours international de violon Niccolò-Paganini de Gênes puis, en 1967, le premier prix du Concours musical international Reine Élisabeth de Belgique.
Il s'installe en Belgique en 1973 et prend la nationalité de son pays d'adoption. Il enseigne dans les conservatoires de Bruxelles et d'Utrecht.
Il meurt le 26 novembre 1996 d'une tumeur au cerveau ; il est inhumé au cimetière du Dieweg à Uccle.

À ses élèves, il avait coutume de dire : 

« Il faut que vous soyez des héros, mais le héros n'… est pas toujours celui qui gagne. »

## Discographie
- Philippe Hirshhorn au concours Reine-Élisabeth, 7 juin 1967 : œuvres de Bach, Geminiani, Bartok, Hindemith, Saint-Saëns, Ravel, Milhaud. Cyprès CYP9606
- Concertos pour violon de Beethoven, Berg et Paganini (no 1). Cyprès CYP9605
- Sonate no 6 de Beethoven, Sonate no 1 de Prokofiev, Sonate no 3 de Brahms (avec Elisabeth Leonskaja, piano). Pavane ADW 7461